# Torysa
Die Torysa (deutsch Törz, ungarisch Tarca) ist ein 129 km langer Fluss in der Ostslowakei.
Sie ist der längste Nebenfluss des Hornád, der über die Sajó und die Theiß zur Donau entwässert.
Der Fluss entspringt fünf Kilometer nordwestlich von Torysky am Fuß des 1224 m Javorina (deutsch Kniebeuger), einer Erhebung in den Leutschauer Bergen (Levočské vrchy).
Der teilweise gewundene Oberlauf fließt zunächst in Richtung Osten. Ab Lipany wird das Tal breiter und wendet sich nach Südosten. Die Torysa nimmt auf dem Weg von Lipany bis Sabinov viele kleine Gebirgsbäche aus dem nördlich liegenden Čergov-Gebirgszug und dem südlich liegenden Bergland Bachureň auf. Die Flussstrecke von Sabinov über Veľký Šariš nach Prešov ist schon durch sanftere Hänge gekennzeichnet, das Tal wird landwirtschaftlich intensiv genutzt und die Bewaldung tritt zurück.
In Prešov, der drittgrößten slowakischen Stadt, nimmt die Torysa den aus Norden kommenden Fluss Sekčov auf und fließt von nun an bis zur Mündung in Richtung Süden. Nahe der Gemeinde Obišovce nähern sich die Flüsse Hornád und Torysa auf 2500 m an, entfernen sich aber wieder und fließen auf 25 Kilometern parallel zueinander, ehe die Torysa südlich der Gemeinde Nižná Hutka in den Hornád mündet. Die letzten 40 Kilometer des nun mäandrierenden Flusslaufes der Torysa liegen bereits in flachem Gebiet, das zum Talkessel Košická kotlina öffnet. Das Einzugsgebiet der Torysa beträgt 1349 km².